# KRAS
KRAS (V-Ki-ras2 Kirsten rat sarcoma viral oncogene homolog), codé par le gène KRAS situé sur le chromosome 12 humain de 21 kDa, est une petite GTPase jouant un rôle clé dans la genèse de plusieurs cancers. Elle fait partie de la famille des protéines Ras, un type de protéine G monomérique (à ne pas confondre avec les protéines G trimériques, qui sont bien plus grosses). Son nom provient de son gène orthologue chez le Kirsten Rat Sarcoma virus, un virus induisant des sarcomes chez les rats chez qui la protéine a été découverte en 1979. KRAS fait partie des premiers oncogènes identifiés, le tout premier étant le gène Src en 1970, ce dernier ayant valu le prix Nobel de médecine et de physiologie en 1989 à ses découvreurs.

## Fonction
La protéine kras fait partie des protéines qui participent à augmenter la prolifération de très nombreuses cellules, elle est donc prooncogène. Elle transmet les signaux de récepteurs d'hormones de croissance et notamment le récepteur de l'EGF, qui reçoit le signal depuis l'extérieur de la cellule. La protéine kras est située à la face interne de la membrane cellulaire, à proximité du récepteur à l'EGF et elle permet de transmettre ce signal à l'intérieur de la cellule, pour que le signal de division aille jusqu'au noyau. C'est une protéine qui a une activité GTPase lorsqu'elle est activée par le récepteur de l'EGF et qui lui permet d'activer alors à son tour de nombreuses enzymes (c-Raf, PI3-K) initiant une véritable cascade de transduction de signal.

## Pathologie
Les mutations KRAS sont courantes dans divers cancers, par exemple dans 45 % des cas de cancers colorectaux aux États-Unis et 49 % en Chine ; environ 90 % des adénocarcinomes canalaires pancréatiques aux États-Unis et environ 89 % en Chine ; et 35 % des adénocarcinomes pulmonaire (un sous-type de cancer bronchique non à petites cellules) aux États-Unis, et environ 13 % en Chine .
Certaines mutations favorisent la genèse des cancers et sont présentes dans un tiers de ces derniers. En effet, une seule mutation peut suffire pour rendre active cette protéine KRAS, c'est-à-dire qu'elle fonctionnera sans être assujettie à l'activation de son récepteur de facteur de croissance auquel elle est censée être rattachée.
La mutation G12C est présente dans 10 % des cancers bronchiques non à petites cellules.
Les mutations avec gain de fonction sont présentes dans un tiers des malformations artérioveineuses cérébrales. Elles peuvent régresser sous sotorasib (en) lorsque la mutation est de type G12C.

### Principales mutations
- Exon 2: p.G12V (p.Gly12Val - c.35G>T)
- Exon 2: p.G13D (c.38G>A)
- KRASG12C,

## Cible thérapeutique
Le sotorasib et l'adagrasib sont des inhibiteur de la forme mutée du KRAS de type G12c en cours de test dans le cancer bronchique non à petites cellules.